# Ана Коморовска
Ана Јулија Коморовска (Варшава, 11. мај 1953) је пољски филолог, супруга бившег председника Пољске Броњислава Коморовског и прва дама Пољске у периоду од 6. августа 2010. — 6. августа 2015. године.

## Биографија
Рођена је 11. маја 1953. године у Варшави. Њен отац био је Јан Џиаџија, а мајка Јозефа Дептура (право име Хана Ројер) Родитељи су јој радили у Министарству јавне сигурности Пољске у послератном периоду. Родитељи њене мајке, Волф и Естера Ројер убијени су у Холокаусту. Породица је касније променила презиме у Дембровски.
Ана је студирала је на Тадеуш Рејтан лицеуму, а након тога наставила са школовањем у области филологије на Универзитету у Варшави, где је дипломирала 1977. године.
Била је учитељица латинског језика у средњој школи. Свог будућег супруга Броњислава Коморовског упознала је 1970. године. Пар се венчао 1977. године, а имају петоро деце: Софију (1979), Тадеуша (1981), Марију 1983), Петра (1986) и ћерку Елизабету рођену 1989. године.
Након пада комунизма у Пољској радила је у осигуравајућој компанији пет година.
Прва дама Пољске била је у периоду од 6. августа 2010. — 6. августа 2015. године, док је трајао мандат њеног супруга. Док је била на том положају, бавила се хуманитарним радом.

## Награде и признања
- Орден Поларне звезде (2011)
- Орден Три звездице (2015)
- Орден за заслуге Португалије (2012)[7]
- Орден за заслуге Републике Италије (2012)[8]
- Орден Карла Боромејског, Монако (2012)[9]
- Орден за заслуге Норвешке (2012)[10]
- Велеред краљице Јелене са лентом и Даницом, Хрватска (2013)[11]